# Дивертон (Илиноис)
Дивертон (енгл. Divernon) град је у америчкој савезној држави Илиноис.

## Демографија
По попису из 2010. године број становника је 1.172, што је 29 (-2,4%) становника мање него 2000. године.
| Група             | 2000.         | 2010.         |
| Белци             | 1.170 (97,4%) | 1.144 (97,6%) |
| Афроамериканци    | 4 (0,3%)      | 0 (0,0%)      |
| Азијати           | 3 (0,2%)      | 5 (0,4%)      |
| Хиспаноамериканци | 17 (1,4%)     | 7 (0,6%)      |
| Укупно            | 1.201         | 1.172         |